# Пасечная (река)
Па́сечная (в верховье Лукьянов Лог; до 1972 года — Конхеза) — река в Лазовском районе Приморского края России. Длина — 24 км.
Берёт начало на юго-западных склонах хребта Сихотэ-Алинь, течёт на юго-запад и в селе Лазо впадает в реку Лазовка.
Гидроним «Конхеза» образован от китайского «Каннихэцзы» — «река сухой грязи, грязная речка».